# Siphonorhis americana
Siphonorhis americana là một loài chim trong họ Caprimulgidae.